# Вестер-Орштедт
Вестер-Орштедт (нім. Wester-Ohrstedt) — громада в Німеччині, розташована в землі Шлезвіг-Гольштейн. Входить до складу району Північна Фризія. Складова частина об'єднання громад Фіель.
Площа — 18,54 км2. Населення становить 1034 ос. (станом на 31 грудня 2020).